# کوزو شیویا
کوزو شیویا (انگلیسی: Kōzō Shioya; ۱۸ اوت ۱۹۵۵ – ) صداپیشگی در ژاپن، و بازیگر اهل ژاپن بود. وی از سال ۱۹۶۶ میلادی تاکنون مشغول فعالیت بوده‌است.